# Antoni Maślanka
Antoni Maślanka (13. června 1852 Zubra – 2. dubna 1923) byl rakouský politik polské národnosti z Haliče, na počátku 20. století poslanec Říšské rady.

## Biografie
Pocházel z rodiny zemědělce. Vychodil vyšší reálnou školu ve Lvově. Byl starostou domovské obce. V době svého působení v parlamentu se uvádí jako zemědělec v obci Zubra.
Působil také coby poslanec Říšské rady (celostátního parlamentu Předlitavska), kam usedl v doplňovacích volbách do Říšské rady roku 1907, konaných podle všeobecného a rovného volebního práva. Byl zvolen za obvod Halič 64. Nastoupil 3. července 1907 poté, co se mandátu musel vzdát poslanec Dawid Abrahamowicz, jenž byl zvolen najednou ve dvou okrscích.
Uvádí se jako polský národní demokrat, kteří byli ideologicky napojeni na politický směr Endecja. Po volbách roku 1907 byl na Říšské radě členem poslaneckého Polského klubu.